# Mesobaena huebneri
Mesobaena huebneri — вид плазунів з родини амфісбенових (Amphisbaenidae). Мешкає в Колумбії і Венесуелі.

## Поширення і екологія
Mesobaena huebneri мешкають в Колумбійській Амазонії та в басейнах річок Ваупес і Ориноко. Вони живуть у вологих тропічних лісах та на галявинах, серед піщаного ґрунту.